# Luanzhou (häradshuvudort i Kina, Hebei Sheng, lat 39,75, long 118,73)
Luanzhou (kinesiska: 滦州, 滦县) är en häradshuvudort i Kina. Den ligger i provinsen Hebei, i den norra delen av landet, omkring 200 kilometer öster om huvudstaden Peking. Antalet invånare är 554 315. Befolkningen består av 271 249 kvinnor och 283 066 män. Barn under 15 år utgör 16,0 %, vuxna 15-64 år 74 %, och äldre över 65 år 9,0 %.
Runt Luanzhou är det tätbefolkat, med 530 invånare per kvadratkilometer. Det finns inga andra samhällen i närheten. Trakten runt Luanzhou består till största delen av jordbruksmark.
Genomsnittlig årsnederbörd är 805 millimeter. Den regnigaste månaden är augusti, med i genomsnitt 205 mm nederbörd, och den torraste är januari, med 2 mm nederbörd.